# Саркуз (селище)
Сарку́з (рос. Саркуз) — станційне селище в Кізнерському районі Удмуртії, Росія.
Населення становить 135 осіб (2010, 104 у 2002).
Національний склад (2002):
- росіяни — 65 %
- удмурти — 33 %

Урбаноніми:
- вулиці — Кленова, Соснова